# Thorfinn Sigurdsson
Thorfinn Sigurdsson, chiamato anche Thorfinn il Forte (1009 circa – 1064 circa), fu Conte delle Orcadi nell'XI secolo.
Alla morte del padre Sigurd il Forte avvenuta nel 1014 egli ereditò il contado dividendolo con i fratellastri Brusi Sigurdsson (morto fra il 1030 e il 1035), Sumarlidi Sigurdsson (morto fra il 1014 e il 1018) ed Einar Sigurdsson (morto 1020). Thorfinn era l'unico figlio nato dal matrimonio del padre con Olith, figlia di Malcolm II di Scozia, sia lui che i fratellastri raggiunsero tutti l'età adulta e fra loro ve n'era anche un quinto chiamato Hvelp che morì mentre era ostaggio di Olaf I di Norvegia. In data sconosciuta Thorfinn sposò Ingibiorg Finnsdottir, figlia di Finn Arnesson (morto 1065) Jarl di Halland.
La saga islandese Heimskringla scritta da Snorri Sturluson e la Saga degli uomini delle Orcadi asseriscono che Thorfinn fu il più potente di tutti i conti delle Orcadi, che governò per un gran numero di anni e che estese i propri domini su contadi situati in Scozia, Irlanda e nelle Isole Ebridi. La saga delle Orcadi riporta che egli combatté lungamente contro un re scozzese chiamato Karl Hundason la cui identità storica è tuttora dibattuta.

## Il piccolo conte
Thorfinn fu il più giovane dei cinque figli noti di Sigurd il Forte e l'unico nato dal suo matrimonio con Olith, figlia di Malcolm II di Scozia. I fratellastri maggiori Einar, Brusi e Sumarlidi sopravvissero fino all'età adulta, mentre un quinto figlio, chiamato Hvelp morì in Norvegia mentre era ostaggio di Olaf I di Norvegia. Suo padre Sigurd morì alla Battaglia di Clontarf il 23 aprile 1014 e prima di partire per l'Irlanda aveva provveduto a mandare il figlio presso i parenti della moglie perché lo allevassero in Scozia. Quando giunse la notizia della morte di Sigurd i figli maggiori si divisero fra loro le Orcadi e le Shetland, dal canto suo Malcolm II mise il giovanissimo nipote al governo del Caithness e del Sutherland ponendogli accanto dei consiglieri della sua corte. I domini che Sigurd aveva costituito nelle Ebridi in quel periodo sfuggirono al controllo dei suoi figli e andarono, temporaneamente, perduti.
La Saga delle Orcadi dà di Thorfinn questa descrizione:
Un uomo alto e forte in modo inusuale, di brutte fattezze con i capelli neri e i lineamenti affilati, un naso grosso e sopracciglia cespugliose. Un uomo avido di fama e fortuna, fu un abile combattente perché univa alle capacità tattiche il coraggio..

## Il tormentato governo congiunto
Dei fratelli Sumarlidi fu il primo a morire, egli infatti non sopravvisse al padre per più di qualche anno e i suoi domini nelle Shetland divennero oggetto di disputa fra i fratelli rimasti, Thorfinn era per altro cresciuto e, benché avesse a malapena dieci anni, reclamò un terzo dell'ereditò come suo. Einar dal canto suo era un conte impopolare per via delle frequenti chiamate al servizio militare e le tasse che imponeva alla popolazione, contro di lui insorse un tale Thorkel Amundason che, a sprezzo della propria vita, si recò alla corte di Thorfinn. Qui Thorkel mise radici divenendo per Thorfinn una specie di tutore, nel mentre i due fratelli raccolsero un esercito per risolvere con le armi le loro controversie, ma Brusi, il terzo fratello vivente, si mise in mezzo e convinse Einar a cedere a Thorfinn ciò che gli chiedeva.
Egli nominò quindi Thorkel quale esattore delle tasse nella parte delle Shetland che ora erano sue, ma questi non aveva dimenticato che, essendosi sollevato contro Einar, avrebbe potuto essere ucciso e, temendo per la propria vita scelse di tornare nel Caithness. Da lì Thorkel venne mandato in Norvegia per andare alla corte di Olaf II di Norvegia dove venne ben ricevuto grazie al rancore che il sovrano nutriva nei confronti di Einar giacché questi aveva ucciso il suo compagno d'armi Eyvind Aurochs-Horn qualche tempo addietro. Olav invitò anche Thorfinn alla sua corte e il benvenuto fu altrettanto caloroso, quando entrambi fecero ritorno a casa scoprirono che Einar aveva sollevato un esercito contro di loro. Brusi fece di nuovo da pacere, ma Einar non desistette dal proprio piano di uccidere Thorkel, piano che gli si ritorse contro poiché questi lo uccise per primo. La morte di Einar è datata attorno al 1020.
A quel punto la disputa del terzo di Somarlidi si spostò su Thorfinn e Brusi, egli, insieme al defunto fratello, aveva pensato che a Thorfinn sarebbe dovuto spettare solo quel terzo, mentre lui credeva che, essendo rimasti in due, la divisione avrebbe dovuto essere fatta su tale scala. Dal canto suo Thorfinn poteva contare sull'appoggio del potente nonno Malcolm, mentre Brusi poteva far conto solo sugli uomini che avrebbe potuto arruolare nei propri domini, di fatto uno scontro impari. Brusi andò quindi in Norvegia alla corte di Olav per rimettersi al suo giudizio e lì venne raggiunto da Thorfinn, Brusi cedette al sovrano il proprio contado che ne diede un terzo ad entrambi tenendone uno per sé. A quel punto Thorfinn minacciò di usare i propri contatti alla corte di Scozia per evitare che Olav si elevasse sopra di loro nel controllo delle Orcadi e delle Shetland, ma il re minacciò di mettere qualcun altro al governo al posto di Thorfinn. Alla fine Thorkel riuscì a convincere il figlioccio ad accettare le condizioni del re, alla fine l'accordo venne accettato, ma Brusi fu costretto a lasciare il proprio figlio Rögnvald Brusason (morto 1046) quale ostaggio alla corte norvegese. Questi eventi si datano al 1021.
Tale accordo resse fino al 1028 anno in cui Olav fu detronizzato da Canuto I d'Inghilterra, da quel momento le isole vennero fortemente razziate sia dai danesi che dai norvegesi. A quel punto Brusi cedette a Thorfinn il terzo di Olav in cambio egli gli promise di difendere entrambi i territori, quando poi Brusi stesso morì fra il 1030 e il 1035 Thorfinn si ritrovò il solo conte rimasto. Il contado del Caithness divenne suo perché gli fu dato dagli scozzesi, mentre quello delle Orcadi gli venne dato dai norvegesi.

## Il nemico misterioso
La saga delle Orcadi afferma che Thorfinn ebbe un lungo contenzioso con un uomo chiamato Karl Hundason che, una volta divenuto re degli scozzesi reclamò il Caithness per sé. Nella guerra che ne seguì Thorfinn sconfisse Karl al largo del Deerness, all'estremità orientale del Mainland. Karl aveva nominato suo nipote Mutatan, o Mutand, quale governatore del Caithness in sua vece e venne sconfitto e ucciso da Thorkel nei pressi di Thurso. La questione si concluse con una grossa battaglia consumatasi presso Tarbat Ness che finì con la fuga o la morte dello stesso Karl. Secondo la saga Thorfinn marciò quindi attraverso la Scozia in direzione sud arrivando fino al Fife bruciando e saccheggiando ogni cosa sul suo cammino. Una nota aggiunta in epoca più tarda afferma che in quel viaggio Thorfinn riuscì a prendersi nove contadi.
L'identità di Karl Hundason, nome sconosciuto alle fonti scozzesi o irlandesi, è da anni soggetto di dispute e la questione è ben lungi dall'essere stata dipanata. L'interpretazione più comune è che fosse un nomignolo dispregiativo (Churl figlio di cane, gioco di parole che nasce da hund son dove hund sta per cane e son sta per figlio) dato a Macbeth di Scozia dai suoi nemici. Di recente è tornata alla ribalta l'idea che egli fosse in realtà Duncan I di Scozia, è stata anche considerata l'ipotesi che tutta la faccenda non sia altro che un'invenzione poetica.

## Zio e nipote
Thorfinn governò da solo fino al ritorno del nipote Rognvald Brusason avvenuta attorno al 1037, egli era entrato nelle grazie di re Magnus I di Norvegia che gli aveva garantito non solo il governo condiviso delle isole, ma anche il terzo che suo padre aveva reclamato dopo la morte di Einar. Thorfinn acconsentì, ma considerò il trasferimento del terzo reclamato dal re di Norvegia come un regalo a Rognvald in cambio di aiuti nelle guerre che Thorfinn stava sostenendo nelle Ebridi e nel Mare d'Irlanda.
Sigtrygg Barba di Seta era stato detronizzato attorno al 1036 e il governo di Dublino andò a Echmarcach mac Ragnaill che fu sfidato e cacciato da Ímar mac Arailt (morto 1054) nel 1038. L'instabilità nella città irlandese fu una manna per Thorfinn e il nipote che razziarono in lungo e in largo e finirono per appropriarsi di alcune terre situate lungo le coste del mare d'Irlanda.
Nel tempo tuttavia Thorfinn e Rognval finirono per guastarsi, nella saga delle Orcadi è presente un lungo racconto circa le loro dispute che potrebbe essere stato parte di un'opera più vasta e ora perduta.
La loro inimicizia nacque con l'arrivo di Kálfr Árnason (990circa-1051) un condottiero norvegese che arrivò nelle Orcadi con il suo esercito. Questi era lo zio di Ingibiorg Finnsdottir, moglie di Thorfinn, ed era fuggito dalla Norvegia per scappare da Magnus I, dal canto suo Rognvald aveva condiviso, con il fratello di Kálfr l'esilio che Magnus aveva speso nella Rus' di Kiev sotto la protezione di Jaroslav I di Kiev. Le saghe per altro raccontano che quando Kàlfr si recò a Staraja Ladoga per proporre a Magnus di tornare in patria Rognvald quasi lo attaccò. Si dice che Thorfinn trovò, presto, che Kálfr e i suoi uomini stavano diventando un onere e per questo chiese al nipote di cedergli il terzo del contato che era stato di Einar, questi rifiutò sostenendo che la cosa andava sottoposta al giudizio di Magnus. Thorfinn raccolse un esercito e Rognvald si apprestò a fare altrettanto, ma i suoi sudditi si mostrarono riluttanti ad alzare le armi contro Thorfinn così egli si trovò costretto a recarsi alla corte di Magnus che gli diede uomini, armi e viveri. Alla fine i due eserciti si scontrarono in una battaglia navale e alla fine Rognvald fu sconfitto e costretto a tornare alla corte di Norvegia.
Magnus si offrì di approntare un'altra spedizione, ma Rognvald preferì prendere una sola nave e pochi uomini, salpò quindi alla volta delle Shetland dove apprese che Thorfinn era accampato nel Mainland con pochi uomini e si decise ad attaccarlo subito. Gli uomini Rognvald presero gli altri di sorpresa e diedero alle fiamme la fattoria che li ospitava, le saghe raccontano che Thorfinn scappò con la moglie fra le braccia dopo esseri fatto strada in mezzo ai muri in fiamme e tornò di gran carriera nel Caithness.
Rognval governò su Kirkwall per tutto l'inverno poiché credeva che Thorfinn fosse morto, ma in primavera questi tornò e ribaltò le carte in tavola sorprendendo il nipote mentre si trovava a Papa Stronsay. Rognvald scappò, ma si riuscì a rintracciarlo a causa del latrato del suo cane e fu ucciso da Thorkell.

## La fine
Nonostante la morte di Rognvald Thorfinn non si sentiva al sicuro, Magnus I minacciava vendetta per gli uomini che aveva perso nella spedizione, tuttavia era fortunatamente impegnato a combattere contro Sweyn II di Danimarca e morì prima di poter nuocere a Thorfinn. A Magnus successe Harald III di Norvegia che si dimostrò decisamente più amichevole e accettò di buon grado i doni che Thorfinn gli fece.
A differenza di molti suoi contemporanei e parenti Thorfinn era stato cresciuto come un cristiano, secondo la saga delle Orcadi i soli due figli che ci sono noti egli li ebbe dalla moglie, l'unica che ebbe, altra cosa contrapposta ai numerosi matrimoni che era d'uso contrarre. Altro segno della sua cristianità fu il pellegrinaggio che compì a Roma dopo l'incontro con Harald, probabilmente all'inizio del 1048. Secondo la saga delle Orcadi egli viaggiò attraverso la Sassonia dove si vide con Enrico III il Nero e si crede anche che si sia incontrato con Adalberto di Brema Arcivescovo di Amburgo.
È probabile che il primo Vescovo delle Orcadi venne nominato su sua richiesta, il prescelto fu Thorulf delle Orcadi, forse lo stesso uomo che fu anche Vescovo delle Isole.
La data della morte di Thorfinn è incerta, la Saga la colloca verso la fine del regno di Harald III, ma la questione non è così semplice. Thorfinn tornò dal pellegrinaggio attorno al 1050 e Harald morì nel 1066, resta quindi un quindicennio in cui collocarla con maggior esattezza. Taluni propongono il 1065 sostenendo che Malcolm III di Scozia sposò non la sua vedova, ma una sua supposta figlia che avrebbe portato lo stesso nome della madre, Ingioborg. Tuttavia se si sposta la data di morte nel decennio del 1050 allora Malcoln avrebbe potuto davvero sposarne la vedova come dicono le saghe.
Alcuni storici ritengono che Ingioborg fosse la moglie di Thorfinn e non una presunta figlia poiché Malcolm III passò parte del regno di Macbeth di Scozia nelle Orcadi e nel Caithness tradizionali domini di Thorfinn. Sia Malcolm che Thorfinn discendenvano da Malcolm II (Thorfinn era suo nipote e l'altro un bisnipote) ed avevano entrambi ottimi motivi per essere ostili a Macbeth.
Alla sua morte Thorfinn venne succeduto dai figli Paul ed Erlend (morti dopo 1098) e venne sepolto alla chiesa di St. Magnus nel Mainland.